# Gustav Mayer-Dinkel
Gustav Mayer-Dinkel (* 7. September 1853 in Mannheim; † 13. April 1937 ebenda) war ein deutscher Kaufmann und Kommunalpolitiker.

## Leben
Gustav Mayer-Dinkel war der Sohn von Salomon Mayer (1819–1898) und seiner Frau Fanny, geb. Dinkelspiel (1822–1888). Der Vater fügte seinem Namen 1896 die verkürzte Form des Geburtsnamens seiner Frau hinzu und nannte sich fortan Mayer-Dinkel. Gustav wurde Holzkaufmann und Mitinhaber einer Mannheimer Holzhandlung. 1881 heiratete er Rosa Mayer-Brass (1862–1922). Aus der Ehe gingen zwei Söhne hervor.
Politisch schloss sich Mayer-Dinkel der Nationalliberalen Partei an, für die er in der Kommunalpolitik aktiv war. Ab 1887 war er Mitglied des Mannheimer Bürgerausschusses. Er gehörte zum engeren Kreis um den Parteiführer Ernst Bassermann. Im Alter von 60 Jahren nahm er ab 1914 als Hauptmann am Ersten Weltkrieg teil und wurde Führer einer Genesungskompanie in Mannheim. Nach dem Tod von Ernst Bassermann 1917 wurde Mayer-Dinkel Vorsitzender des Mannheimer Ortsvereins der Nationalliberalen, ab 1919 der Deutschen Demokratischen Partei.
1927 zu Mayer-Dinkels 40-jährigem Jubiläum als Stadtverordneter wurde ihm die Ehrenmünze der Stadt Mannheim und ein aus Silber getriebener Lorbeerkranz verliehen. Zwei Jahre später schied er aus dem Bürgerausschuss aus. Nach 1933 war er den nationalsozialistischen Repressionen ausgesetzt. Sein älterer Sohn Leopold (1883–1967) musste sein Geschäft aufgeben und wanderte 1936 mit seiner Familie in die USA aus. Mayer-Dinkel starb 1937 und wurde neben seiner Frau auf dem Mannheimer jüdischen Friedhof begraben.